# Łukasz Gibała

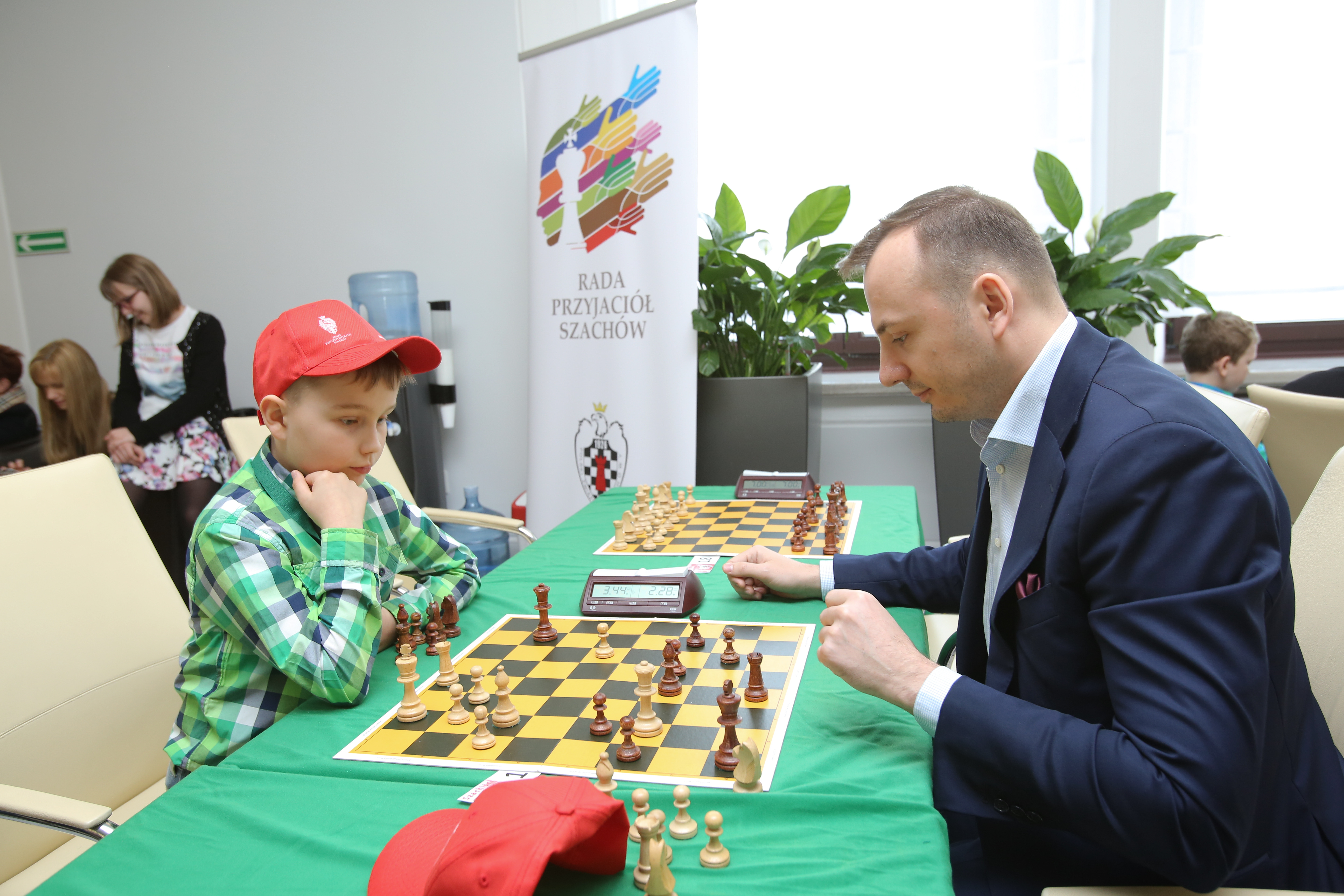
Łukasz Gibała podczas turnieju szachowego zorganizowanego w ramach akcji społecznej „Szachiści grają dla Polonii” w Senacie (2015)

Łukasz Gibała (ur. 10 września 1977 w Krakowie) – polski polityk, samorządowiec i przedsiębiorca, doktor nauk humanistycznych, poseł na Sejm VI i VII kadencji.

## Życiorys
W 2001 ukończył filozofię na Wydziale Filozoficznym Uniwersytetu Jagiellońskiego, gdzie następnie pracował jako asystent (od 2002 do 2006). Na tej samej uczelni w 2007, na podstawie pracy zatytułowanej Semantyka światów możliwych a modalność metafizyczna i napisanej pod kierunkiem Adama Groblera, uzyskał stopień doktora nauk humanistycznych w zakresie filozofii. Odbył roczne stypendium na University of Notre Dame. Prowadził własną działalność gospodarczą jako założyciel i współwłaściciel dwóch przedsiębiorstw działających w branżach informatycznej i turystycznej – TravelTECH i TravelOVO. Był także związany z należącymi do ojca przedsiębiorstwami z branży alkoholowej, z których wycofał się po wyborach samorządowych z 2006. Później sprzedał także udziały w spółkach TravelTECH i TravelOVO.
Współpracował z Klubem Jagiellońskim. W 2004 wstąpił do Platformy Obywatelskiej. W 2006 z jej ramienia został wybrany na radnego sejmiku małopolskiego, uzyskując 9939 głosów (4,19% głosów w skali okręgu wyborczego nr 3). Był przewodniczącym Komisji Rozwoju Regionu, Promocji i Współpracy z Zagranicą, a także członkiem Komisji Budżetu, Mienia i Finansów w samorządzie województwa III kadencji.
W wyborach parlamentarnych w 2007 uzyskał mandat poselski z listy PO. Kandydując w okręgu krakowskim, otrzymał 11 413 głosów. Był członkiem Komisji Administracji i Spraw Wewnętrznych, a także Komisji Odpowiedzialności Konstytucyjnej. W latach 2010–2012 był przewodniczącym krakowskich struktur Platformy Obywatelskiej. W wyborach w 2011 z powodzeniem ubiegał się o poselską reelekcję, dostał wówczas 18 583 głosy. W marcu 2012 przeszedł do klubu poselskiego Ruchu Palikota, a następnie wstąpił do tej partii wraz z grupą swoich zwolenników. Odejście z PO uzasadniał tym, że w jego ocenie partia odeszła od idei, które leżały u jej podstaw – wartości obywatelskich i wolnorynkowych. W 2013 został wyróżniony w rankingu najlepszych posłów tygodnika „Polityka”.
W październiku 2013, po przekształceniu Ruchu Palikota w partię Twój Ruch, zasiadł w zarządzie TR. W lipcu 2014 zrezygnował z członkostwa w partii, a następnie wystąpił z jej klubu poselskiego. Przed wyborami samorządowymi, przeprowadzonymi w listopadzie tego samego roku, zorganizował KWW Łukasza Gibały „Kraków miastem dla ludzi”, który wystawił 86 kandydatów we wszystkich siedmiu okręgach do Rady Miasta Krakowa, z których żaden nie uzyskał mandatu. Łukasz Gibała kandydował natomiast na urząd prezydenta Krakowa, uzyskując ponad 27 tys. głosów (11,16%) i zajmując 3. miejsce wśród 8 kandydatów. Po wyborach przy udziale części współpracowników z okresu kampanii powołał lokalne stowarzyszenie Logiczna Alternatywa (przekształcone później w stowarzyszenie Kraków dla Mieszkańców). W 2015 założył także stowarzyszenie Kierunek Zmiana.
Przed wyborami parlamentarnymi w 2015 zorganizował KWW Łukasza Gibały „Niezależni do Senatu”, który w okręgach wyborczych w Krakowie wystawił trzech kandydatów do Senatu, z których żaden nie zdobył mandatu. Jednym z kandydatów do izby wyższej był sam Łukasz Gibała, który startował w okręgu wyborczym nr 33. Otrzymał on 28,06% głosów, zajmując trzecie (ostatnie) miejsce i przegrywając m.in. z ubiegającym się o reelekcję Bogdanem Klichem.
Powrócił następnie do sektora prywatnego, wszedł w skład rady nadzorczej spółki akcyjnej Fiberlab i zaczął prowadzić przedsiębiorstwo produkujące m.in. filamenty do drukarek 3D oraz deski kompozytowe. W maju 2018 ogłosił, że będzie się ponownie ubiegał o stanowisko prezydenta Krakowa w wyborach samorządowych w tym samym roku. W głosowaniu z października otrzymał poparcie na poziomie 17,14% (3. miejsce); uzyskał wówczas mandat radnego miejskiego z listy własnego komitetu wyborczego. Objął funkcję przewodniczącego klubu radnych Kraków dla Mieszkańców. W 2019 znalazł się, m.in. wraz z Mateuszem Klinowskim i Janem Śpiewakiem, wśród założycieli stowarzyszenia Energia Miast.
W listopadzie 2023 zadeklarował ponowny start na prezydenta Krakowa w wyborach zaplanowanych na 2024. W pierwszej turze z 7 kwietnia 2024 zajął drugie miejsce z wynikiem 26,79% głosów, w wyborach tych uzyskał ponownie mandat radnego. W drugiej turze z 21 kwietnia 2024 został pokonany przez Aleksandra Miszalskiego z KO, uzyskując 48,96% głosów.

## Życie prywatne
Syn Leszka i Anny. Od urodzenia zamieszkały w Krakowie. Wychowywał się na Prądniku Czerwonym; jego matka zmarła, gdy miał kilkanaście lat. W 2009 ożenił się z Beatą; małżeństwo zakończyło się rozwodem. Związał się z Adrianną Siudy. Jest siostrzeńcem Jarosława Gowina.

## Wyniki wyborcze
| Wybory | Komitet wyborczy                  | Komitet wyborczy                              | Organ                                         | Okręg                    | Wynik           |
| ------ | --------------------------------- | --------------------------------------------- | --------------------------------------------- | ------------------------ | --------------- |
| 2006   |                                   | Platforma Obywatelska RP                      | Sejmik Województwa Małopolskiego III kadencji | nr 3                     | 9939 (4,19%)    |
| 2007   | Sejm VI kadencji                  | Platforma Obywatelska RP                      | nr 13                                         | 11 413 (2,03%)           |                 |
| 2011   | Sejm VII kadencji                 | Platforma Obywatelska RP                      | nr 13                                         | 18 583 (3,67%)           |                 |
| 2014   |                                   | KWW Łukasza Gibały „Kraków miastem dla ludzi” | Prezydent Miasta Krakowa                      | Prezydent Miasta Krakowa | 27 090 (11,16%) |
| 2015   |                                   | KWW Łukasza Gibały „Niezależni do Senatu”     | Senat IX Kadencji                             | nr 33                    | 52 999 (28,06%) |
| 2018   |                                   | KWW Łukasza Gibały „Kraków dla Mieszkańców”   | Prezydent Miasta Krakowa                      | Prezydent Miasta Krakowa | 57 901 (17,14%) |
| 2018   | Rada Miasta Krakowa VIII kadencji | KWW Łukasza Gibały „Kraków dla Mieszkańców”   | nr 3                                          | 7683 (14,79%)            |                 |
| 2024   | Prezydent Miasta Krakowa          | Prezydent Miasta Krakowa                      | 79 580 (26,79%)                               |                          |                 |
| 2024   | Prezydent Miasta Krakowa          | Prezydent Miasta Krakowa                      | 128 269 (48,96%)                              |                          |                 |
| 2024   | Rada Miasta Krakowa IX kadencji   | nr 3                                          | 4423 (8,97%)                                  |                          |                 |